# Jorge Sánchez (calciatore 1993)
Jorge Alberto Sánchez López, noto semplicemente come Jorge Sánchez (Celaya, 14 febbraio 1993), è un calciatore messicano, centrocampista dell'Oaxaca.

## Caratteristiche tecniche
È un centrocampista centrale.

## Carriera
Cresciuto nel settore giovanile del Celaya, ha esordito in prima squadra il 27 agosto 2011 disputando l'incontro di Primera División messicana pareggiato 1-1 contro il Veracruz.

## Palmarès

### Club
- Campionato messicano di seconda divisione: 4

Necaxa: 2014 (A), 2016 (C)
Atlético San Luis: 2018 (A), 2019 (C)
- Spareggio promozione per la prima divisione: 1

Necaxa: 2015-2016